# José Manuel Prado Antúnez
José Manuel Prado Antúnez (Baracaldo, 1963) es un escritor español.

## Biografía
Nace en Baracaldo (Vizcaya) en 1963.
Licenciado en Filosofía y Ciencias de la Educación por la Universidad de Deusto (Bilbao), ha cursado estudios de Doctorado en la Facultad de Sociología León XIII de la Universidad Pontificia de Salamanca en Madrid. Es profesor de Historia de la Filosofía y Psicología en el Instituto de Educación Secundaria "Cardenal Sandoval y Rojas" de Aranda de Duero, localidad burgalesa donde reside.
Ha publicado cinco poemarios, el volumen de relatos Casi todas las muertes ficticias de Ana Ozores y la novela Hasta los cuervos picotean las cerezas. Conocido fundamentalmente como poeta, la revista Baquiana le ha dedicado dos números y muchas de sus creaciones han sido incluidas en distintas antologías.
Este autor, según Fermín Heredero, "conduce al lector por caminos nuevos, sorpresivos, calzados de ingenio, aprisionándole en la malla de su lenguaje, lo mismo en el instante del verso corto que en el periodo del verso largo".
Es miembro de la Asociación de Sociólogos y Politólogos de Castilla-La Mancha (ACMS) y miembro fundador de la tertulia Telira. Colabora de manera habitual con Diario de Burgos, El Mundo/El Correo de Burgos y El Progreso de Lugo, además de las revistas Cuadernos Telira y El Grito.

## Obra

### Poesía
- Largo octubre en un instante (CCG, Santiago, 2000)
- Deadline. De la oquedad del limes (Telira, Aranda de Duero, 2002), con prólogo de Apuleyo Soto y epílogo de Ricardo Ruiz
- Correrá la caricia por mi castro, Hesíodo (CELYA, Salamanca, 2004), con prólogo de Xulio L. Valcárcel y portada de Máximo López Vilaboa.
- Poemas diversos (Baquiana, nos. 27 y 28, año V, Miami, 2004)
- Definiciones y nostalgias (Baquiana, año VII, Miami, 2006)
- Perdurablemente anfetamínico (Editorial Gran Vía, Burgos, 2009), reseña en contraportada de Marta Rivera de la Cruz
- La vida en sus rodajes (Ediciones Vitruvio, Madrid, 2017)

### Narrativa
- Casi todas las muertes ficiticias de Ana Ozores (CELYA, Salamanca, 2006)
- Hasta los cuervos picotean las cerezas (Editorial Gran Vía, Burgos, 2012)
- El sofá de Claire (Editorial Adarve, Madrid, 2020)

Antologías que incluyen su obra
- Pájaros de papel (Ediciones Beta, Bilbao, 2003), prólogo de Gonzalo Santonja
- Con voz propia II. Poetas de Burgos (DosSoles/Caja Burgos, Burgos, 2003), presentación de Olvido García Valdés, prólogo de Ricardo Ruiz
- 30 en oro. Poetas burgaleses (CELYA, Salamanca, 2004), selección de Manuel Aparicio e Isabel Allegretto
- Del lagar y la pluma (Telira, Aranda de Duero, 2004)
- Aquí llama primera del XXI. 107 poetas burgaleses (Cuadernos Telira, nos.7 y 8, Aranda de Duero, 2004)
- Vento. Sombra de vozes /Viento. Sombra de voces. Antología de poesía ibérica (CELYA, Salamanca, 2004), selección de Joan Gonper y Pedro Salvado, prólogo de Gabriel Magalhâes
- Huellas (Poemas a Castilla y León) (Telira, Aranda de Duero, 2005)
- Salida 15 (Telira, Aranda de Duero, 2008)

Obras colectivas en las que ha colaborado
- Diccionario de Sociología  de Octavio Uña y Alfredo Hernández (ESIC/Universidad Rey Juan Carlos, Madrid, 2004)
- El Quijote del IV Centenario (CELYA, Salamanca, 2005)